# Mr. & Mrs. Bridge
Mr. & Mrs. Bridge (Alternativtitel: Mr. und Mrs. Bridge) ist ein US-amerikanisch-britisches Filmdrama aus dem Jahr 1990. Regie führte James Ivory, das Drehbuch schrieb Ruth Prawer Jhabvala anhand der Romane Mr. Bridge und Mrs. Bridge von Evan S. Connell.

## Handlung
Die Handlung spielt in Kansas City in den 1930er und 1940er Jahren. Die Kinder des Anwalts Walter Bridge – Carolyn, Douglas und Ruth – lehnen die konservativen Wertvorstellungen ihrer Eltern ab. Eines Tages ignoriert Walter die Warnung vor einem Tornado, worauf seine Frau India bei ihm bleibt, während die anderen Menschen Schutz suchen. Etwas später wird kritisiert, dass India ihrem Mann bedingungslos folgt.
Ruth reist nach New York City, wo sie Karriere als Schauspielerin machen will. Sie arbeitet dort als Aushilfskraft in einer Redaktion und als Kellnerin. Carolyn heiratet einen Mann, der ihrem Vater sagt, er und Carolyn bräuchten keine Erlaubnis zur Hochzeit. Douglas studiert, er will sich jedoch freiwillig zur Air Force melden. Währenddessen wird Carolyn von ihrem Ehemann Gil Davis misshandelt und sie kehrt zu ihren Eltern zurück. Ruth zieht mit einem Mann zusammen. Sie reist später nach Paris, wo sie sich kurzlebigen Affären mit Künstlern widmet. Grace Barron, eine Freundin von India, begeht Selbstmord.

## Hintergrund
Der Film wurde unter anderen in Paris, in Ottawa, in Toronto und in Kansas City (Missouri) gedreht. Er spielte in den Kinos der USA ca. 7,7 Millionen US-Dollar ein.

## Kritiken
Das Lexikon des internationalen Films beschrieb den Film als „psychologische Studie eines schleichenden Konflikts in einem durch nichts zu erschütternden Mittelstandsidyll“. Er sei „ohne dramaturgische Höhepunkte entwickelt und trotz glänzender schauspielerischer Leistungen der Hauptdarsteller ermüdend“. Der All Movie Guide befand, „ein entscheidender Fehler des Films ist es, dass sich die Charaktere nicht verwandeln“, „dem Drehbuch fehlen Rückgrat und Schwung [und] eine strukturierte Geschichte“. („A crucial flaw is that the characters never undergo transformation, […] the script lacks spine and momentum [and] a structured story.“)

## Auszeichnungen
Joanne Woodward wurde im Jahr 1991 in der Kategorie Beste Hauptdarstellerin für den Oscar und in der Kategorie Beste Hauptdarstellerin – Drama für den Golden Globe Award nominiert. Des Weiteren wurde sie 1991 für den Independent Spirit Award nominiert und gewann den Kansas City Film Critics Circle Award. Sie und die Drehbuchautorin Ruth Prawer Jhabvala erhielten im Jahr 1990 den New York Film Critics Circle Award.